# Cleiton Silva
Cleiton Augusto Oliveira Silva (Sao Geraldo da Piedade,Brasil,3 de febrero de 1987) es un futbolista brasileño que juega de delantero para el East Bengal Football Club de la Superliga de India.

## Carrera de club

### BEC Tero Sasana
Se dio a conocer en la temporada 2012 cuando el entrenador del BEC Tero Sasana lo fichó con un contrato de 3 años. En su primera temporada Cleiton ganó la bota de oro de la Liga de Tailandia 2012, con 24 goles con el Teerasil Dangda.
En 2013 fue ganador de la Liga de Tailandia 2013, jugador del mes de marzo y ganador del premio al goleador del año.

### Muangthong United
Después de un corto período con los Delfines en México, a finales de 2014, firmó con el Muangthong United de la Liga Premier de Tailandia y anotó 5 goles durante el partido de vuelta de la Liga Premier de 2014. Con un hat-trick (3 goles en un solo partido, marcados por un mismo jugador) en una victoria por 3-0 en la temporada 2016, Silva se convirtió en el primer jugador extranjero en marcar 100 goles en la Liga de Tailandia.

### Shanghai Shenxin
Cleiton Silva fue transferido al Shanghai Shenxin.de la Primera Liga China.

## Estadística de club
| Rendimiento de club | Rendimiento de club   | Rendimiento de club | Liga         | Liga  | Copa Fa      | Copa Fa | Taza         | Taza  | Continental  | Continental | Total        | Total |
| Temporada           | Club                  | Liga                | Aplicaciones | Goles | Aplicaciones | Goles   | Aplicaciones | Goles | Aplicaciones | Goles       | Aplicaciones | Goles |
| ------------------- | --------------------- | ------------------- | ------------ | ----- | ------------ | ------- | ------------ | ----- | ------------ | ----------- | ------------ | ----- |
| 2008                | Madureira             | Série D             | -            | -     | -            | -       | -            | -     | -            | -           | -            | -     |
| 2009                | Madureira             | Série D             | -            | -     | -            | -       | -            | -     | -            | -           | -            | -     |
| 2010                | Osotsapa              | Liga de Tailandia   | 15           | 7     | -            | -       | -            | -     | -            | -           | 15           | 7     |
| 2011                | Osotsapa              | Liga de Tailandia   | 23           | 10    | -            | -       | -            | -     | -            | -           | 23           | 10    |
| 2012                | BEC Tero Sasana       | Liga de Tailandia   | 33           | 24    | -            | -       | -            | -     | -            | -           | 33           | 24    |
| 2013                | BEC Tero Sasana       | Liga de Tailandia   | 30           | 20    | -            | -       | -            | -     | -            | -           | 30           | 20    |
| 2013-2014           | Delfines              | Ascenso MX          | 8            | 1     | -            | -       | -            | -     | -            | -           | 8            | 1     |
| 2014                | Muangthong United     | Liga de Tailandia   | 14           | 4     | -            | -       | -            | -     | -            | -           | 14           | 4     |
| 2015                | Muangthong United     | Liga de Tailandia   | 33           | 25    | 6            | 6       | 2            | 1     | -            | -           | 41           | 32    |
| 2016                | Muangthong United     | Liga de Tailandia   | 28           | 27    | 3            | 3       | 3            | 3     | 2            | 0           | 36           | 33    |
| 2017                | Shanghai Shenxin      | Primera Liga China  | 26           | 17    | 5            | 3       | -            | -     | -            | -           | 31           | 20    |
| 2018                | Chiangrai United F.C. | Liga de Tailandia   | 2            | 0     | -            | -       | -            | -     | 2            | 0           | 4            | 0     |
| Total               | Total                 | Total               | 212          | 135   | 14           | 12      | 5            | 4     | 4            | 0           | 235          | 151   |

1. ↑  «Toyota Thai League Round 10: Bangkok Glass’s fortress finally conquered». Football Channel Asia. 9 de mayo de 2016. Archivado desde el original el 29 de junio de 2017. Consultado el 11 de mayo de 2016.
2. ↑  «申鑫官宣前泰超金靴加盟 曾是蒙通联进亚冠功臣». Sina. 18 de febrero de 2017. Consultado el 19 de febrero de 2017.

- Datos: Q3375412